# Roland Jorz
Roland Jorz (mort à  en 132?) était un dominicain anglais archevêque d'Armagh.

## Biographie
Son frère, Robert de Jort, était shérif des comtés de Nottinghamshire et de Derbyshire, knight of the shire, en 1305.
Il a eu au moins deux autres frères. Thomas Jorz cardinal de Sainte Sabine et Walter Jorz, aussi dominicain et archevêque d'Armagh, prédécesseur de son frère à cette fonction.
En 1311, Clément V nomma Roland archevêque d'Armagh, primat d'Irlande.
Cette nomination eut le mérite d'atténuer le courroux du jeune roi Edward II qui avait pénalisé Walter d'une amende de 1000 £ affirmant que cette nomination avait été préjudiciable à la couronne d'Angleterre.
À la bataille de Dundalk, le 14 octobre 1318, Roland était au côté de  John de Bermingham à la tête de l'armée de Édouard II opposée à l'armée écossaise conduite par Édouard Bruce, frère du roi d'écosse Robert Bruce. Notamment, il donna l'absolution aux soldats de l'armée anglaise avant le combat.
Roland démissionna à son tour le 22 août 1322. En 1323, il fut évêque suffragant de Canterbury, où l'archevêque Walter Reynolds, jusque-là fidèle au roi, et ses évêques suffragants, dont Roland,  ne tardèrent pas à s'opposer à  Édouard II d'Angleterre. En 1337, il était devenu évêque suffragant de York.